# Skogsbergia strophinx
Skogsbergia strophinx is een mosselkreeftjessoort uit de familie van de Cypridinidae. De wetenschappelijke naam van de soort is voor het eerst geldig gepubliceerd in 1991 door Kornicker.